# Gupit
Gupit is een bestuurslaag in het regentschap Sukoharjo van de provincie Midden-Java, Indonesië. Gupit telt 2938 inwoners (volkstelling 2010).